# Mollie Sugden
Isabel Mary "Mollie" Sugden (Keighley, 21 luglio 1922 – Guildford, 1º luglio 2009) è stata un'attrice britannica.

## Filmografia parziale

### Cinema
- Are You Being Served?, regia di Bob Kellett (1977)

### Televisione
- Hugh and I - serie TV, 33 episodi (1962-1966)
- Just Jimmy - serie TV, 9 episodi (1964-1968)
- Son of the Bride - serie TV, 6 episodi (1973)
- Coronation Street - serie TV, 25 episodi (1965-1976)
- Come Back Mrs. Noah - serie TV, 6 episodi (1977-1978)
- Are You Being Served? - serie TV, 69 episodi (1972-1985)
- That's My Boy - serie TV, 37 episodi (1981-1986)
- My Husband and I - serie TV, 15 episodi (1987-1988)
- Tickle on the Tum - serie TV, 9 episodi (1986-1988)
- Grace & Favour - serie TV, 12 episodi (1992-1993)
- The Liver Birds - serie TV, 49 episodi (1971-1996)
- Little Britain - serie TV, un episodio (2003)

### Doppiaggio
- Il mio amico gigante (The BFG) - film TV (1989)
- La principessa e il folletto (The Princess and the Goblin) - film (1991)